# Les Abymes
Les Abymes – miasto na wschodzie Gwadelupy (departamencie zamorskim Francji); w zespole miejskim Pointe-à-Pitre; 62 tys. mieszkańców (2006). Największe miasto departamentu. Ośrodek handlowy (trzcina cukrowa; przemysł cukrowniczy).
Miejsce narodzin francuskiej sprinterki Christine Arron oraz francuskiej florecistki Ysaory Thibus.